# Charles Brenton Huggins
Charles Brenton Huggins (Halifax, 22 september 1901 – Chicago, 12 januari 1997) was een Canadees-Amerikaans arts en fysioloog. In 1966 kreeg hij samen met Francis Peyton Rous de Nobelprijs voor Fysiologie of Geneeskunde voor zijn ontdekkingen op het gebied van de hormoonbehandeling van prostaatkanker.

## Biografie
De in Canada geboren Huggins was de zoon van de Charles Edward Huggins en Bessie Maria Spencer. Hij studeerde aan de universiteit van Acadië, waar hij in 1920 zijn Bachelor of Arts haalde. In 1924 haalde hij aan de Harvard-universiteit zijn MD. Na twee jaar universiteit van Michigan was hij docent chirurgie aan de universiteiten van Michigan (1926-1927) en Chicago (1927-1936), waar hij in 1936 werd benoemd tot hoogleraar chirurgie.
Als onderzoeker aan de Universiteit van Chicago hield Huggins zich vooral bezig met onderzoek naar prostaatkanker. Hij ontdekte dat hormonen, in het bijzonder het vrouwelijke hormoon oestrogeen, bij bepaalde vormen van kanker (met name prostaat- en borstkanker) tot gevolg konden hebben dat tumoren krompen of zelfs geheel verdwenen. 
Na zijn pensionering als hoogleraar was hij directeur van het Ben May Institute for Cancer Research (1951-1969) en Chancellor van de universiteit van Acadië (1972-1979). Hij was gehuwd met de verpleegster Margaret Wellman, samen kregen ze een zoon en een dochter. Zijn zoon, Charles E. Huggins, die net als zijn vader arts werd, ontwikkelde een verbeterde methode voor het bevriezen en ontdooien van gedoneerd bloed, zodat het voor onbepaalde tijd bewaard kon worden.

## Werk
Huggins ontwikkelde een methode om het effect te meten van hormoonveranderingen op de prostaatfunctie. Hij ontdekte dat castratie of de toediening van oestrogenen leidde tot glandulaire atrofie, die ongedaan kon worden gemaakt door hernieuwde toediening van androgeen. In 1941 werd het gunstige effect van androgeen ablatie op metastatische prostaatkanker gerealiseerd toen Huggins, samen met Clarence Hodges, patiënten behandelden met zowel castratie als oestrogeentherapie. Ze bewaakten de prostaatgrootte en de therapeutische werkzaamheid door het meten van de niveaus van serum prostaatzuurfosfatase en concludeerden dat de androgene activiteit in het lichaam prostaatkanker beïnvloedt, ten minste met betrekking tot serumfosfatase. Huggins was de eerste die een systemische aanpak gebruikte om prostaatkanker te behandelen.
1901: Behring · 
1902: Ross · 
1903: Finsen · 
1904: Pavlov · 
1905: Koch · 
1906: Golgi, Ramón y Cajal · 
1907: Laveran · 
1908: Mechnikov, Ehrlich · 
1909: Kocher · 
1910: Kossel · 
1911: Gullstrand · 
1912: Carrel · 
1913: Richet ·
1914: Bárány · 
1919: Bordet · 
1920: Krogh · 
1922: Hill, Meyerhof · 
1923: Banting, Macleod · 
1924: Einthoven ·
1926: Fibiger · 
1927: Wagner-Jauregg · 
1928: Nicolle · 
1929: Eijkman, Hopkins · 
1930: Landsteiner · 
1931: Warburg · 
1932: Sherrington, Adrian · 
1933: Morgan · 
1934: Whipple, Minot, Murphy · 
1935: Spemann · 
1936: Dale, Loewi · 
1937: Szent-Györgyi · 
1938: Heymans · 
1939: Domagk · 
1943: Dam, Doisy · 
1944: Erlanger, Gasser · 
1945: Fleming, Chain, Florey · 
1946: Muller · 
1947: C. Cori, G. Cori, Houssay · 
1948: Müller · 
1949: Hess, Moniz · 
1950: Kendall, Reichstein, Hench · 
1951: Theiler · 
1952: Waksman · 
1953: Krebs,Lipmann ·
1954: Enders, Weller, Robbins · 
1955: Theorell · 
1956: Cournand, Forssmann, Richards · 
1957: Bovet · 
1958: Beadle, Tatum, Lederberg · 
1959: Ochoa, Kornberg · 
1960: Burnet, Medawar · 
1961: Békésy · 
1962: Crick, Watson, Wilkins · 
1963: Eccles, Hodgkin, Huxley · 
1964: Bloch, Lynen · 
1965: Jacob, Lwoff, Monod · 
1966: Rous, Huggins · 
1967: Granit, Hartline, Wald · 
1968: Holley, Khorana, Nirenberg · 
1969: Delbrück, Hershey, Luria · 
1970: Katz, Euler, Axelrod · 
1971: Sutherland · 
1972: Edelman, Porter · 
1973: Frisch, Lorenz, Tinbergen · 
1974: Claude, De Duve, Palade · 
1975: Baltimore, Dulbecco, Temin ·
1976: Blumberg, Gajdusek · 
1977: Guillemin, Schally, Yalow · 
1978: Arber, Nathans, Smith · 
1979: Cormack, Hounsfield · 
1980: Benacerraf, Dausset, Snell · 
1981: Sperry, Hubel, Wiesel · 
1982: Bergström, Samuelsson, Vane · 
1983: McClintock · 
1984: Jerne, Köhler, Milstein · 
1985: Brown, Goldstein · 
1986: Cohen, Levi-Montalcini · 
1987: Tonegawa · 
1988: Black, Elion, Hitchings · 
1989: Bishop, Varmus · 
1990: Murray, Thomas · 
1991: Neher, Sakmann · 
1992: Fischer, Krebs · 
1993: Roberts, Sharp · 
1994: Gilman, Rodbell · 
1995: Lewis, Nüsslein-Volhard, Wieschaus · 
1996: Doherty, Zinkernagel · 
1997: Prusiner · 
1998: Furchgott, Ignarro, Murad · 
1999: Blobel · 
2000: Carlsson, Greengard, Kandel ·
2001: Hartwell, Hunt, Nurse · 
2002: Brenner, Horvitz, Sulston · 
2003: Lauterbur, Mansfield · 
2004: Axel, Buck · 
2005: Marshall, Warren ·
2006: Fire, Mello ·
2007: Capecchi, Smithies, Evans ·
2008: Zur Hausen, Barré–Sinoussi, Montagnier ·
2009: Blackburn, Greider, Szostak ·
2010: Edwards ·
2011: Beutler, Hoffmann, Steinman ·
2012: Gurdon, Yamanaka ·
2013: Rothman, Schekman, Südhof ·
2014: O'Keefe, Moser, Moser ·
2015: Campbell, Omura, Tu ·
2016: Osumi ·
2017: Hall, Rosbash, Young ·
2018: Allison, Honjo ·
2019: Kaelin, Ratcliffe, Semenza ·
2020: Alter, Houghton, Rice ·
2021: Julius, Patapoutian ·
2022: Pääbo ·
2023: Karikó, Weissman ·
2024: Ambros, Ruvkun